# Mas de la Llorda
El Mas de la Llorda és una masia de Reus (Baix Camp) situada a la partida de Bellissens, al nord-est de la carretera de Bellissens i vora seu i al sud-est del mas de Sunyer. Forma part de les terres del mas del Bonrepòs, de quan el comte de Solterra, Germà del Marquès de Mariano, propietari del parc de Samà, va adquirir cap als anys quaranta del segle xx, el mas del Gilet, el del Guasc, aquest de la Llorda i el del Pinteta, tots a tocar, i va unificar les terres.

## Descripció
El mas és una construcció de planta rectangular i volum senzill, amb tres plantes d'alçada i coberta amb teulada a dues vessants. Les façanes mostren una composició arquitectònica, basada en la simètrica d'eix central repetitiva, que ordena els buits i els plens de les finestres. L'annex de la dreta, es col·loca ortogonalment, i el seu estat actual és totalment ruïnós. El conjunt ha tingut un creixement lineal.